# Spathius testaceitarsis
Spathius testaceitarsis är en stekelart som först beskrevs av Cameron 1908.  Spathius testaceitarsis ingår i släktet Spathius och familjen bracksteklar. Utöver nominatformen finns också underarten S. t. rufescens.